# Pedro Ontiveros
Pedro Pérez Ontiveros (* 20. August 1952 in Madrid) ist ein spanischer Fusionmusiker (Flöte, Sopran- und Altsaxophon, auch Gitarre) und Komponist.

## Wirken
Ontiveros studierte am Königlichen Musikkonservatorium seiner Heimatstadt Musiktheorie, Harmonielehre und Flöte bei Vicente Martínez und Andres Carreres; Saxophonunterricht hatte er bei Pedro Iturralde. 1969 begann er professionell als Rockgitarrist und gründete die Gruppe ZAS (mit dem Schlagzeuger Chema Gonzalez  und dem Bassisten Manolo Aguilar) und begleitete parallel dazu den Sänger Alberto José. Später war er Teil des Ensembles von Hilario Camacho. In den 1970er Jahren arbeitete er auch als Begleitmusiker von Regina, Juan Carlos Calderon und mit der Desde Santurce a Bilbao Blues Band. Mit Daniel Vega und Antonio Resines & Teresa Cano nahm er erste Alben auf.
Ontiveros nahm in den Madrider Jazzclubs auch an Jamsessions mit Jorge Pardo, Fernando Bermudez, Carlos Carli, Tony Lopez, Luis Abella, David Thomas, Jean-Luc Vallet, Ruben Dantas und Paquito D’Rivera teil. Mit Manolo Soler tourte er durch Lateinamerika, um dann von 1978 bis 1981 Mitglied in der Flamenco-Rockband Guadalquivir zu werden, mit der zwei erfolgreiche Alben für EMI entstanden und zahlreiche Auftritte, auch mit Miguel Ríos, stattfanden.
Dann gehörte er drei Jahre zur Gruppe von Luis Pastor (Nada es real, 1984). 1982 komponierte er zudem die Musik für den Film Una pequeña movida von Vicente Sainz. Auch trat er bis 1988 mit der Schauspielerin Susana Mara auf; dann war er an Alben von Armarios y Camas, Pediras Arnica, Orge Banegas y Tragaluz und Banegas beteiligt. Weiterhin spielte er mit Vicente Soto und Carmen Linares. Seit 1999 gehörte er zum Ensemble des Ballet Nacional de España, wo er Jorge Pardo als Instrumentalist ersetzte und musikalischer Koordinator wurde. Er komponierte die Musik zum Ballett Oripando und beteiligte sich bis 2005 an der Aufführung der weiteren Werke des Balletts.
Als Eigenproduktionen entstanden seine Alben Mañana de caracolas (1997–1998), Nuevas danzas (1999–2002) und Flauta flamenca (2005–2007). In den letzten Jahrzehnten arbeitete er häufig mit dem Schlagzeuger José Antonio Galicia und dem Flamenco-Gitarristen Manolo Sanlúcar.